# خليل إبراهيم سونميز
خلـيل إبراهيم سونميز (بالتركية: Halil İbrahim Sönmez)‏ (1 أكتوبر 1990 في تركيا - ) هو لاعب كرة قدم تركي في مركز الهجوم. لعب مع قونيا سبور وSandıklıspor ‏ وOrhangazispor ‏ وÜnyespor ‏ وجبزي سبور وقونية سبور 1922.

## وصلات خارجية
- خلـيل إبراهيم سونميز على موقع اتحاد تركيا (لاعب) (الإنجليزية)
- خلـيل إبراهيم سونميز على موقع قاعدة بيانات كرة القدم.إي يو (الإنجليزية)
- خلـيل إبراهيم سونميز على موقع Soccerway.com (الإنجليزية)
- خلـيل إبراهيم سونميز على موقع عالم كرة القدم.نت (الإنجليزية)
- خلـيل إبراهيم سونميز على موقع AS.com (الإسبانية)